# Şebnem Pişkin
Şebnem Pişkin (1978) és una escriptora turca. Va néixer a Istanbul i va estudiar l'educació secundària als liceus de noies d'Erenköy i "Kadıköy" (a Moda), i també al liceu mixt d'Acıbadem, tots tres al districte de Kadıköy, a la part asiàtica del Bòsfor. Se la coneix com a escriptora de ficció que combina el tasavvuf amb la història i la fantasia.

## Llibres
Tot i que el seu primer llibre, Bir (l'Un) de 2006, era un llibre d'autoajuda, tots els altres són novel·les, com ara: Efsun (sobre Ibn al-Arabí), İsrafil'in Aynası (El mirall d'Israfil), Gece Taşı (Pedra de nit), Celaleddin (sobre Rumi), Sevgili Abdülhamid Han (sobre Abdul Hamid II), Kırklar Diyarı, Kayıp Mona Lisa (Mona Lisa perduda), Tuğra (Tughra) i Mehmed'e Gönderilmeyen Mektuplar (Cartes no enviades a Mehmed). La temàtica dels dos últims és amorosa. El 2020 va publicar Kırık Ney (El ney trencat).
Segons el diari Milliyet de Turquia, "no és una escriptora que es vengui molt, és una escriptora que s'ha de vendre molt".